# Acceptanță
Acceptanța este o fază a unui dialog, a unei relații interpersonale, realizată pe baza încrederii, ori a consensului de idei; accepție.  Generalizând, acceptanța se referă la cazurile în care o anumită persoană este supusă unei situații neplăcute ori stânjenitoare și nu intenționează să le schimbe.

## Tipuri de acceptanță
Acceptanța poate fi condiționată, specială (engl. express), implicită.